# Arcyksięstwo
Arcyksięstwo – państwo, którego panujący monarcha nosi tytuł arcyksięcia lub arcyksiężnej. Określenie pojawiło się w średniowieczu, gdy Rudolf IV uzurpował tytuł arcyksięcia Palatynatu. Od 1453 tytuł arcyksięcia zarezerwowany był dla władców Austrii. 